# Thomas de Maizière
Dr.jur. Karl Ernst Thomas de Maizière (født 21. januar 1954 i Bonn) er en tysk konservativ politiker (CDU) og var minister under flere af Angela Merkels regeringer.
Mellem 2001 og 2002 var han finansminister i delstaten Sachsen; fra 2002 til 2004 sachsisk justitsminister og fra 2004 til 2005 sachsisk indenrigsminister. I Angela Merkels kabinet var han fra 2005 til 2009 medlem af den føderale regering som forbundsminister for særlige opgaver og chef for Forbundskansleriet. Fra 28. oktober 2009 til 3. marts 2011 var han indenrigsminister i regeringen Merkel II, og fra 3. marts 2011 til 17. december 2013 var han forsvarsminister. Fra 17. december 2013 til 14. marts 2018 var han igen indenrigsminister i regeringen Angela Merkel III, men ikke i den efterfølgende regering Angela Merkel IV.
Maizière tilhører en hugenottisk adelsslægt, som slog sig ned i Preussen under de franske forfølgelserne af hugenotterne. Han er søn af general Ulrich de Maizière og fætter til den konservative politiker Lothar de Maizière, DDR's sidste statsminister.